# Nicholas Katz
Nicholas Michael Katz (Baltimore, 7 de diciembre de 1943) es un matemático estadounidense, especializado en los campos de la geometría algebraica, la teoría de números (números p-ádicos), los espacios de moduli y la monodromía. Se le conoce sobre todo por su contribución a la demostración del último teorema de Fermat. Actualmente es profesor del Departamento de Matemáticas de la Universidad de Princeton y editor de la revista Annals of Mathematics.

## Biografía
Nick Katz estudió en la Universidad Johns Hopkins (licenciatura en 1964) y en la Universidad de Princeton, donde obtuvo un máster en matemáticas en 1965, y se doctoró en 1966 bajo la dirección de Bernard Dwork con una tesis titulada On the Differential Equations Satisfied by Period Matrices ("Sobre las ecuaciones diferenciales satisfechas por matrices periódicas"). Posteriormente fue instructor en Princeton, profesor adjunto en 1968, profesor asociado en 1971 y catedrático en 1974. De 2002 a 2005 fue presidente de facultad en dicha universidad. También ha sido profesor visitante en la Universidad de Minnesota, la Universidad de Kioto, París VI, la Facultad de Ciencias de Orsay, el Institute for Advanced Study y el Institut des hautes études scientifiques. Durante su estancia en Francia, adaptó los métodos de la teoría de esquemas y la teoría de categorías a la teoría de las formas modulares. También ha aplicado métodos geométricos a varias sumas exponenciales.
En 1968/1969 fue becario postdoctoral de la OTAN; en 1971/1972, becario Sloan, y en 1975/1976 y 1987/1988, becario Guggenheim. En 1978 fue ponente invitado en el Congreso Internacional de Matemáticos, celebrado en Helsinki (p-adic L functions, Serre-Tate local moduli and ratios of solutions of differential equations) y en 1970 en Niza (The regularity theorem in algebraic geometry).
Cuando Andrew Wiles se encontraba desarrollando en secreto su demostración del último teorema de Fermat, necesitaba un matemático que fuera a la vez experto en las técnicas geométricas que utilizaba y, sobre todo, muy discreto, y fue a Nick Katz a quien recurrió. Katz también formó parte del equipo de especialistas encargado de evaluar el manuscrito de Wiles. Uno de sus alumnos fue el matemático y criptógrafo Neal Koblitz.
Desde 2003 es miembro de la Academia Americana de las Artes y las Ciencias, y desde 2004 de la Academia Nacional de Ciencias. En 2003 recibió, junto con Peter Sarnak, el premio Levi L. Conant de la Sociedad Matemática Americana (AMS) por la obra Zeroes of Zeta Functions and Symmetry, publicada en el Boletín de la AMS. Desde 2004 forma parte del consejo editorial de la revista Annals of Mathematics.
Katz ha investigado, con Sarnak entre otros, la conexión de la distribución de valores propios de grandes matrices aleatorias de grupos clásicos con la distribución de las distancias de los ceros de varias funciones L y zeta en geometría algebraica. También ha investigado las sumas trigonométricas (sumas de Gauss) a través de métodos algebro-geométricos. En 1981, demostró junto con Serge Lang el teorema de finitud de Katz-Lang.

## Obras
- Gauss sums, Kloosterman sums, and monodromy groups. Annals of Mathematical Studies, Princeton 1988.
- Exponential sums and differential equations. Annals of Mathematical Studies, Princeton 1990. Manuscrito con correcciones
- Rigid Local Systems. Annals of Mathematical Studies, Princeton 1996.
- Twisted {\displaystyle L}-functions and Monodromy. Annals of Mathematical Studies, Princeton 2002.
- Moments, Monodromy, and Perversity. A Diophantine Perspective. Annals of Mathematical Studies, Princeton 2005, ISBN 0691123306.[2]
- Convolution and equidistribution: Sato-Tate theorems for finite-field Mellin transforms. Annals of Mathematical Studies, Princeton 2012.[3]
- con Barry Mazur: Arithmetic Moduli of elliptic curves. Princeton 1985.
- con Peter Sarnak: Random Matrices, Frobenius Eigenvalues, and Monodromy. AMS Colloquium publications 1998, ISBN 0821810170.
- con Peter Sarnak: "Zeroes of zeta functions and symmetry". Bulletin of the AMS, Vol. 36, 1999, pp. 1-26.